# 吉巴尼察
吉巴尼察（塞爾維亞語：Гибаница）是一種來自賽爾維亞的傳統糕點，風行於巴爾幹半島，通常使用雞蛋與起司製成，口味從甜的到鹹的都有，是一種簡單的喜慶千層蛋糕。

## 歷史
原本吉巴尼察這個詞於17世紀時在巴爾幹地區指的是一個姓氏。在第二次世界大戰期間，於南斯拉夫森林內躲避納粹德國的塞爾維亞南斯拉夫祖國軍即使用來自當地農民提供的食材製作吉巴尼察。1941年時，特別製作了一種搭配馬鈴薯與奶油的吉巴尼察，以提供給在拉夫納戈拉進行會面南斯拉夫人民解放军和游击队指揮官與南斯拉夫祖國軍領導者。

## 資料來源
1. ↑  . serbia.com.   [2013-03-21]. （原始内容存档于2019-05-31）.
2. ↑  . kurir-info.rs.   [2013-03-23]. （原始内容存档于2013-04-16） （塞尔维亚语）.